# Christ de Wissembourg

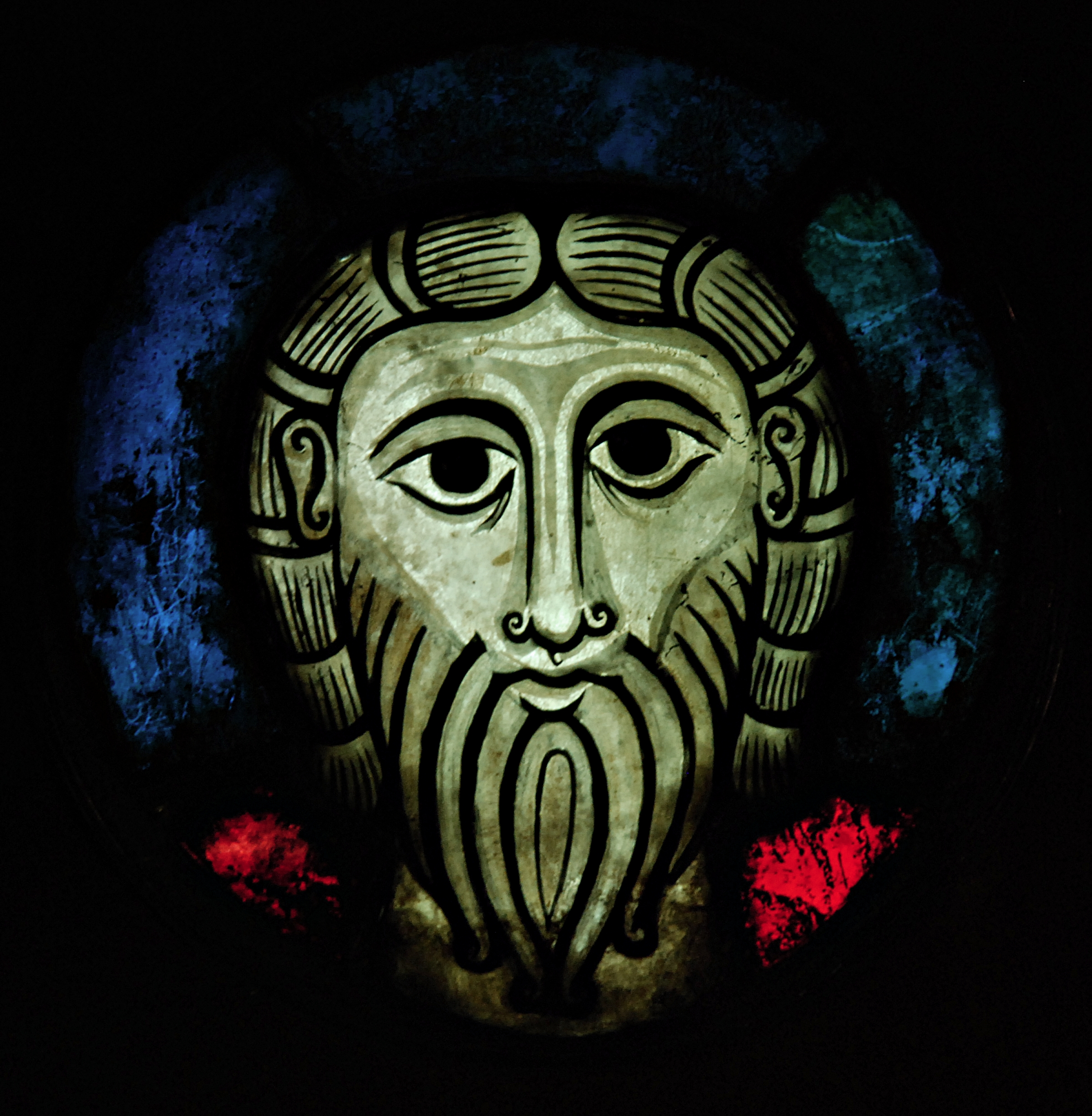
Christ de Wissembourg

Le Christ de Wissembourg est un ancien vitrail de l'église Saints-Pierre-et-Paul de Wissembourg, représentant la tête du Christ. C'est le plus ancien vitrail figuratif intact du monde conservé en France, au musée de l'Œuvre Notre-Dame (Inv. MAD XXIII.21). D'un diamètre 25 cm, il a été créé entre 1030 et 1070.

## Origine
Fragment probable d'une figure du Christ en pied ou en buste, ce vitrail est réputé provenir de l'abbatiale bénédictine de Wissembourg, au nord de l'Alsace, reconstruite à partir de 1040 et embellie après 1056. Cette origine n’est toutefois pas attestée. Une nouvelle datation propose la seconde moitié, voire le troisième tiers du XIIe siècle, comme indiqué sur le cartel du musée de l'Œuvre Notre-Dame à Strasbourg.

## Technique de création
La tête strasbourgeoise, complétée de pièces colorées modernes vers 1950, a été peinte selon la technique décrite vers 1100 par le moine Théophile dans son traité concernant la peinture sur verre. La grisaille est appliquée en trois couches d’intensité différente, l'une très claire par endroits, l'autre moins diluée pour les ombres et la troisième très sombre pour les traits. La stricte frontalité du visage et la stylisation des formes donnent au personnage une grande force d'expression primitive.
Une série de timbres représentant le vitrail a été éditée en 1990.